# 朱彬 (建築師)
朱彬（英語：Chu Pin，1896年12月24日—1971年8月20日），廣東南海人，建築師，民國時期中國最具規模的建築師事務所基泰工程司（Kwan, Chu and Yang Architects）合夥人之一。曾於美國留學，1949年後於香港執業。

## 生平
朱彬1914年進入北京清華學校，至1918年畢業，後赴美國留學於賓夕法尼亞大學建築系，1922年取得碩士學位。回國後曾任天津警察厅工程顾问、天津特别一区工程师、天津特别二区工程科主任。
1924年，朱彬与建築師關頌聲於天津合辦（天津、北平）基泰工程司，擔任建築工程師，其後亦掌管基泰的財務。同年與關頌聲的二妹結婚。1948年曾任中國建築師學會基金及會所委員會主任。
1949年後朱彬遷居香港，沿用同名創辦（香港）基泰工程司（Messrs. Kwan, Chu & Yang）在香港繼續經營。代表作包括設有香港首部扶手電梯的中環萬宜大廈、香港首座採用玻璃幕牆的中環德成大廈、陸海通大廈、龍圃、美麗華酒店、先施保險大廈、香港宣教會恩磐堂、旺角邵氏大廈、九龍塘牛津道英華書院舊址等。

## 作品

### 民國时期
- 北京大陆银行 1925年
- 天津南开大学图书馆 1926年
- 天津大陆银行货栈（Continental Warehouse）1929年
- 天津大沽路伦敦会教堂（London Mission Church）1929年
- 南京谭延闿墓 1933年
- 南京中央医院 1933年
- 上海大陆银行11層大樓 1933年
- 上海大新公司 1935年
- 上海中山医院 1936年
- 重庆中央银行 1938年
- 南京新站 1947至1948年[2]

### 香港
- 中環萬宜大廈（已拆卸）
- 中環德成大廈（已拆卸）
- 中環陸海通大廈（已拆卸）
- 深井青龍頭龍圃
- 深水埗嘉頓中心擴建
- 尖沙咀美麗華酒店
- 先施保險大廈（已改裝）
- 香港宣教會恩磐堂
- 旺角邵氏大廈（已改裝）

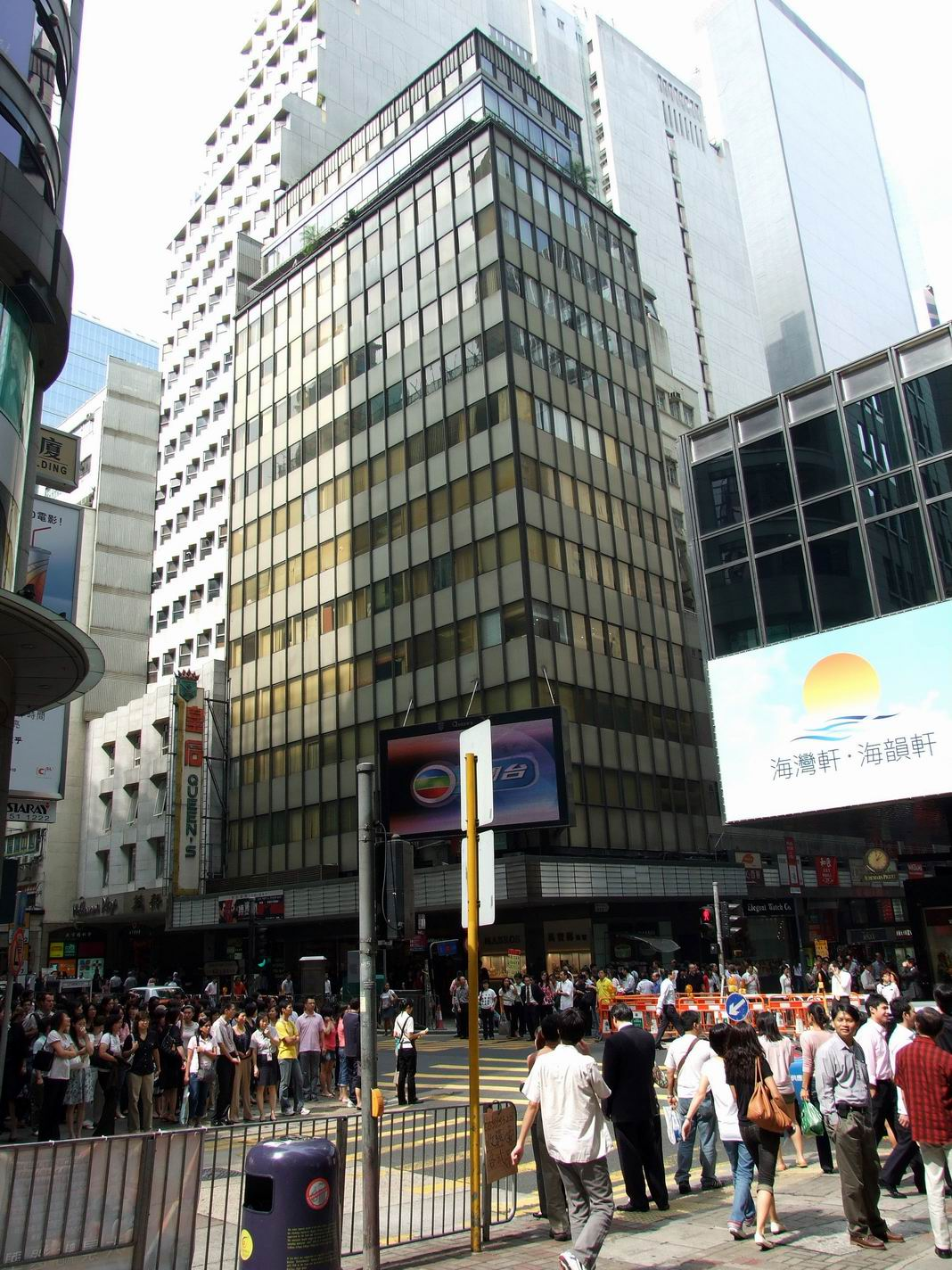
中環陸海通大廈（第一代）

- 九龍塘牛津道英華書院校舍（現由中華基督教會基華小學（九龍塘）使用）
- 旺角東亞銀行大廈
- 沙田馬料水崇基學院（備選方案，最後使用范文照設計）

## 作品圖片

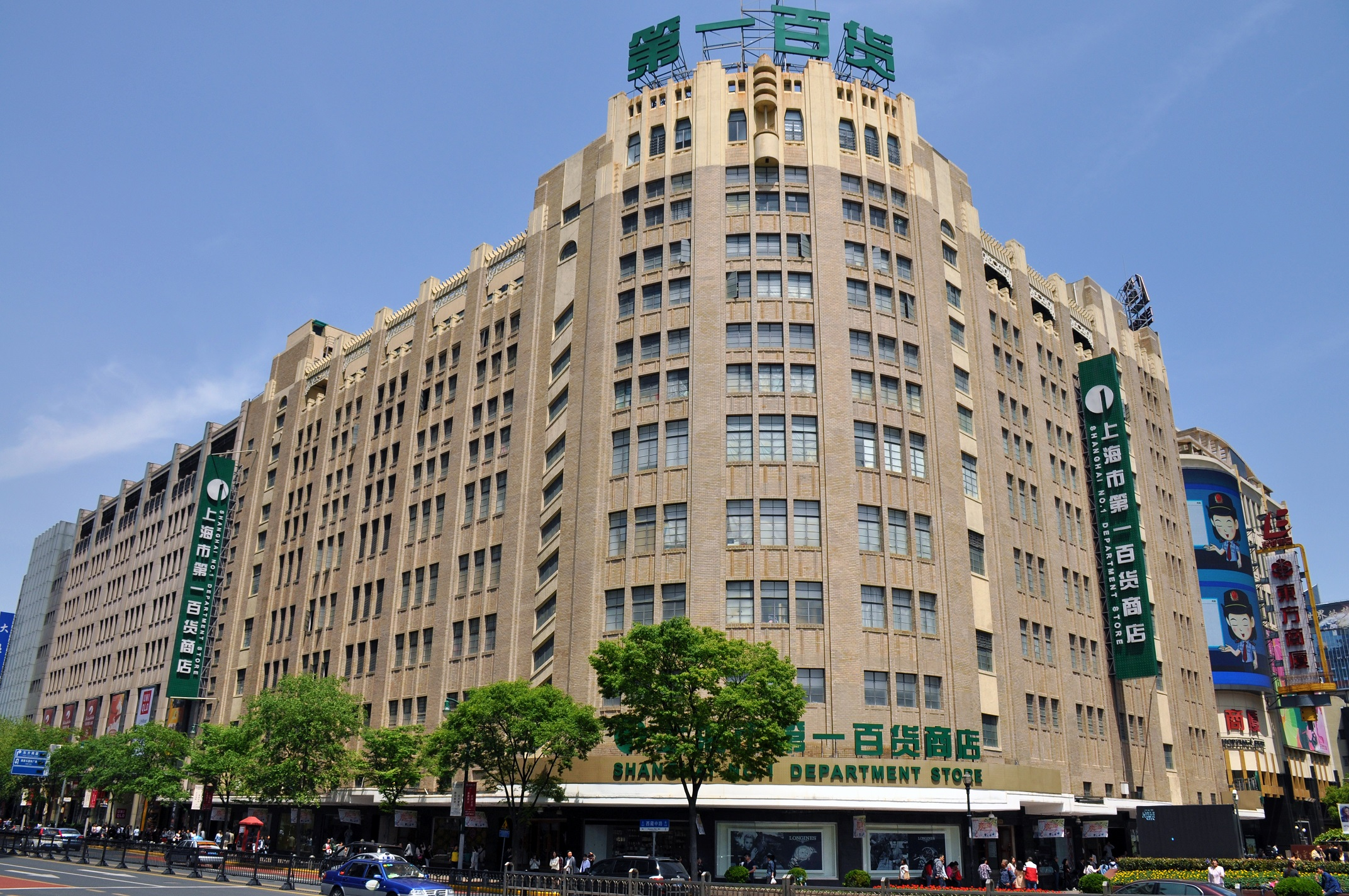
上海大新公司
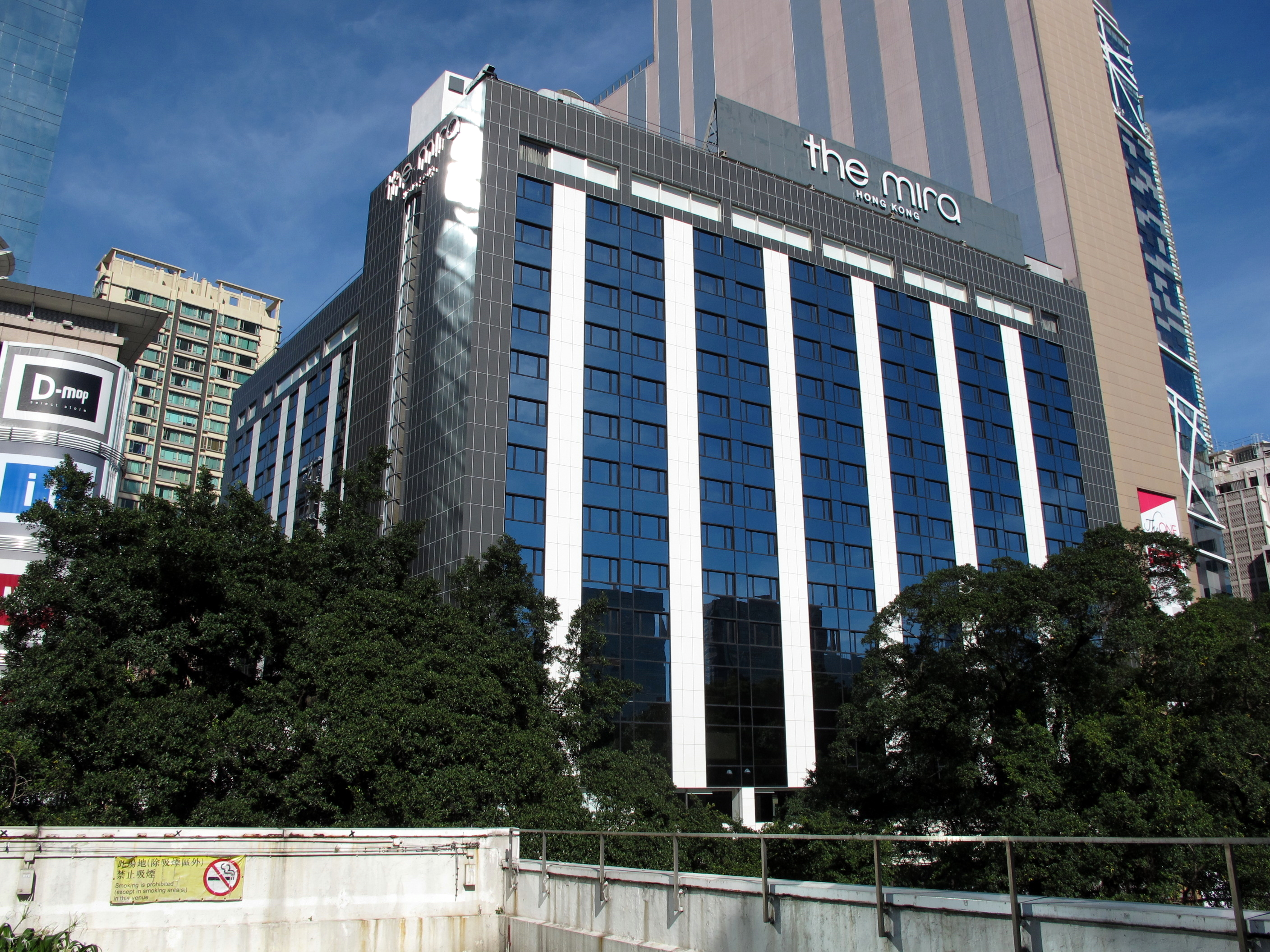
香港美麗華酒店
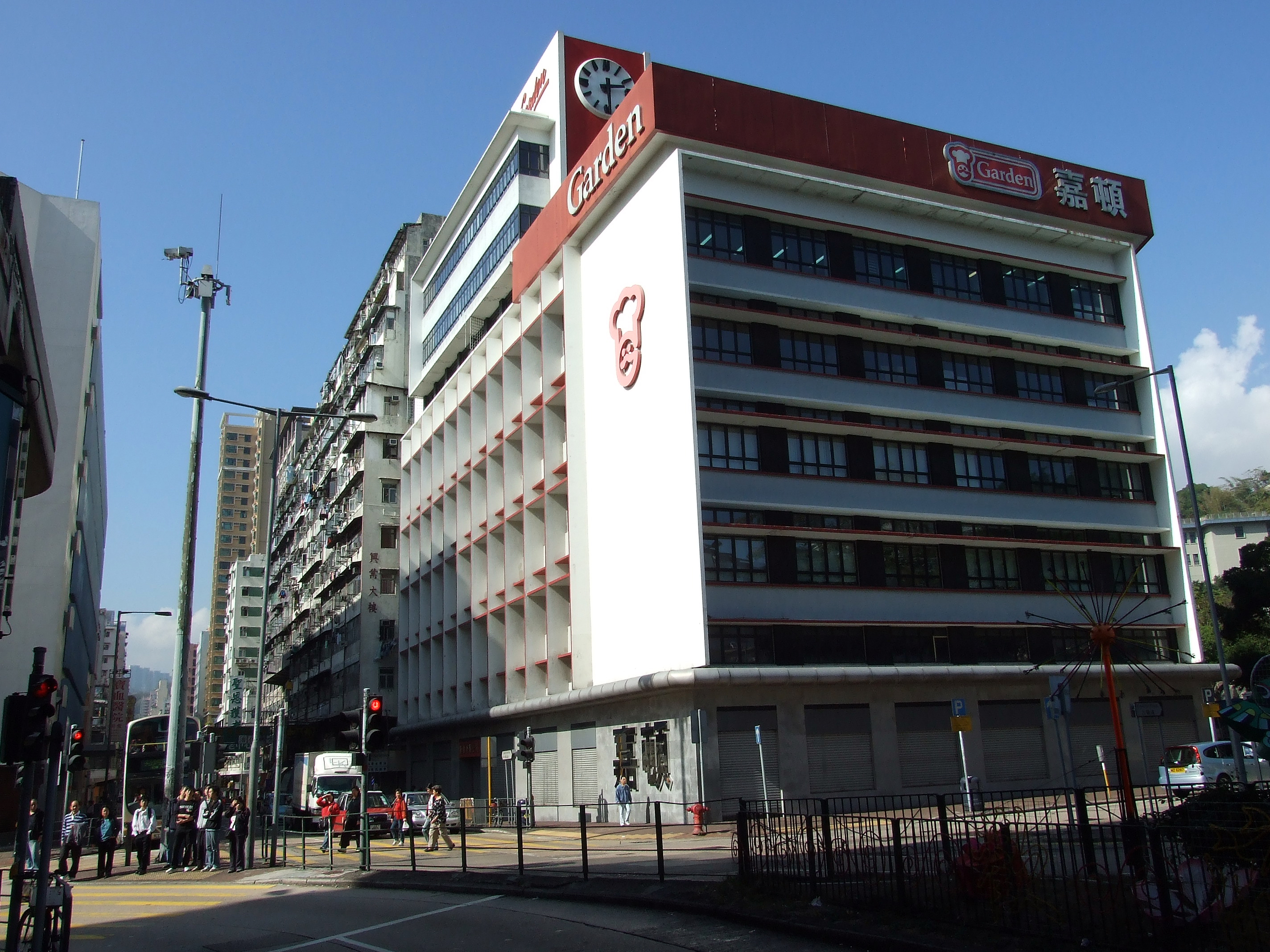
香港嘉頓中心（擴建部份）
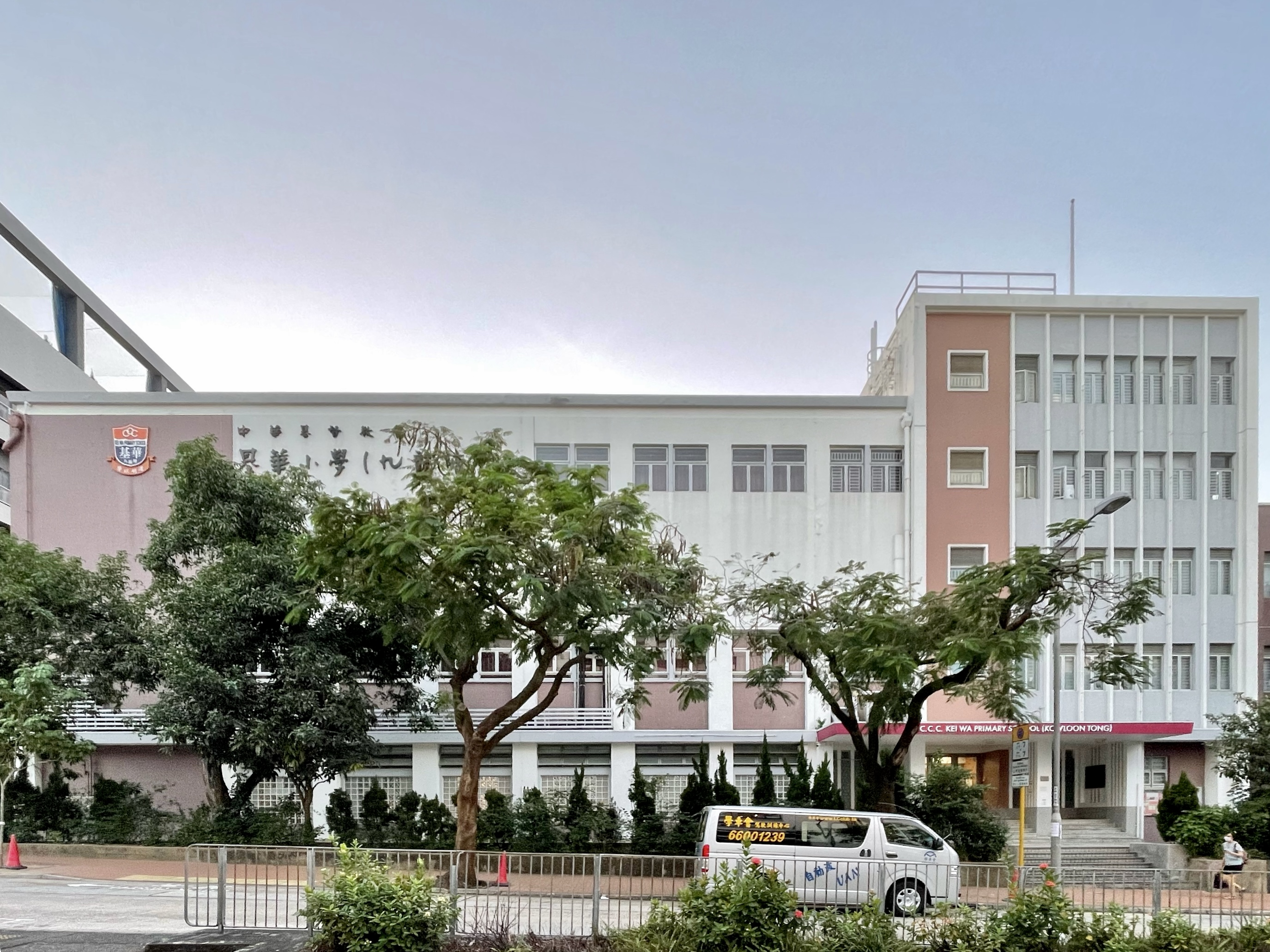
香港英華書院牛津道校舍

## 外部連結
- 香港建築中心 - 第一代香港華人建築師（三）：朱彬 （页面存档备份，存于）